# Landry Fields
Landry Fields (Long Beach, 27 giugno 1988) è un ex cestista e dirigente sportivo statunitense.

## Carriera

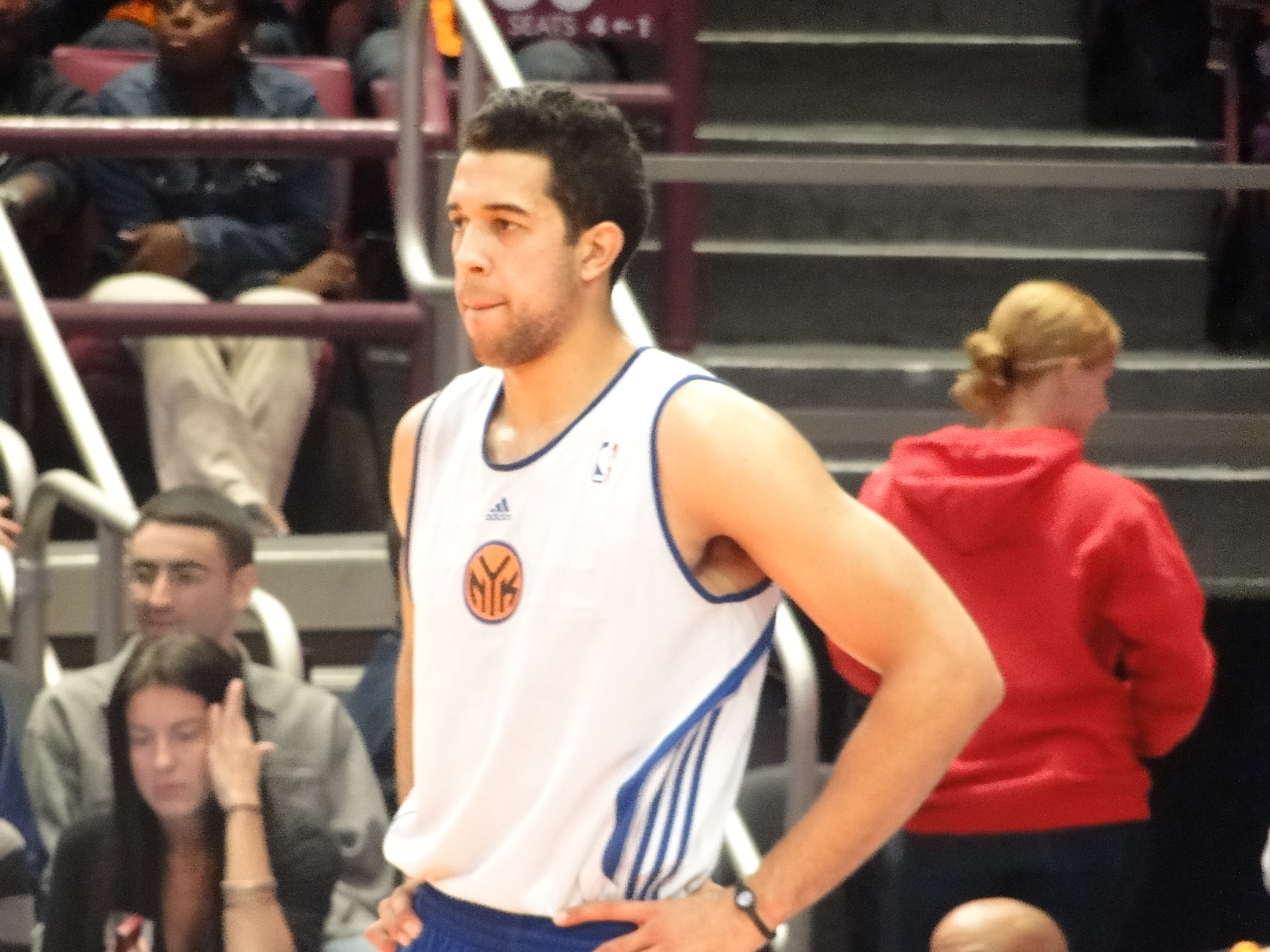
Fields durante il riscaldamento con i Knicks

Nel 2010 viene scelto dai New York Knicks al secondo giro, come trentanovesima scelta assoluta del Draft NBA 2010.
Dopo aver disputato ottime partite in preseason e nella Summer League, viene schierato come guardia titolare nella prima partita stagionale.
Il 16 novembre 2010 realizza il suo miglior numero di punti (21) e rimbalzi (17) nella partita persa contro i Denver Nuggets.
Il 6 febbraio 2011 aumenta a 25 il suo record di punti segnati contro i Philadelphia 76ers.
Nei mesi di dicembre e novembre del 2010 viene nominato rookie del mese della Eastern Conference.
Grazie alle buone prestazioni alla fine della stagione viene nominato nella NBA All-Rookie First Team.
L'11 luglio 2012 passa ufficialmente ai Toronto Raptors, squadra canadese militante in NBA, firmando un contratto da 20 milioni di dollari per tre anni. Tuttavia, con i Raptors gioca solamente 107 partite a causa di numerosi infortuni e alle numerose operazione a cui si è dovuto sottoporre per ricostruire il nervo ulnare del braccio destro, problema a causa del quale è stato costretto a modificare il suo stile di tiro.

## Dopo il ritiro
Diventato unrestricted free agent nel giugno 2015, è costretto a sottoporsi ad un intervento all'anca che lo avrebbe tenuto fuori per cinque mesi, costringendolo a perdere gran parte della stagione 2015-16.
Il 16 settembre 2016 viene nominato college scout dai San Antonio Spurs, mettendo ufficialmente fine alla sua carriera da giocatore.

## Statistiche

### College
| Anno      | Squadra           | PG  | PT | MP   | TC%  | 3P%  | TL%  | RP  | AP  | PRP | SP  | PP   |
| --------- | ----------------- | --- | -- | ---- | ---- | ---- | ---- | --- | --- | --- | --- | ---- |
| 2006-2007 | Stanford Cardinal | 30  | 0  | 14,0 | 36,3 | 30,3 | 65,2 | 2,5 | 0,7 | 0,2 | 0,1 | 4,2  |
| 2007-2008 | Stanford Cardinal | 33  | 0  | 12,6 | 36,2 | 35,5 | 62,5 | 2,0 | 1,0 | 0,3 | 0,2 | 4,1  |
| 2008-2009 | Stanford Cardinal | 34  | 33 | 30,7 | 49,8 | 36,8 | 65,0 | 6,6 | 1,9 | 1,2 | 0,5 | 12,6 |
| 2009-2010 | Stanford Cardinal | 32  | 32 | 36,3 | 49,0 | 33,7 | 69,6 | 8,8 | 2,8 | 1,6 | 0,8 | 22,0 |
| Carriera  | Carriera          | 129 | 65 | 23,6 | 46,3 | 34,2 | 67,6 | 5,0 | 1,6 | 0,9 | 0,4 | 10,8 |

### NBA

#### Regular Season
| Anno      | Squadra         | PG  | PT  | MP   | TC%  | 3P%  | TL%  | RP  | AP  | PRP | SP  | PP  |
| --------- | --------------- | --- | --- | ---- | ---- | ---- | ---- | --- | --- | --- | --- | --- |
| 2010-2011 | N.Y. Knicks     | 82  | 81  | 31,0 | 49,7 | 39,3 | 76,9 | 6,4 | 1,9 | 1,0 | 0,2 | 9,7 |
| 2011-2012 | N.Y. Knicks     | 66  | 62  | 28,7 | 46,0 | 25,6 | 56,2 | 4,2 | 2,6 | 1,2 | 0,3 | 8,8 |
| 2012-2013 | Toronto Raptors | 51  | 22  | 20,3 | 45,7 | 14,3 | 64,2 | 4,1 | 1,2 | 0,6 | 0,2 | 4,7 |
| 2013-2014 | Toronto Raptors | 30  | 2   | 10,7 | 40,3 | 0,0  | 63,6 | 2,0 | 0,7 | 0,3 | 0,1 | 2,3 |
| 2014-2015 | Toronto Raptors | 26  | 9   | 8,3  | 48,8 | 50,0 | 83,3 | 1,0 | 0,6 | 0,4 | 0,0 | 1,8 |
| Carriera  | Carriera        | 255 | 176 | 23,6 | 47,3 | 33,2 | 66,6 | 4,3 | 1,6 | 0,8 | 0,2 | 6,8 |

#### Play-off
| Anno     | Squadra         | PG | PT | MP   | TC%  | 3P%  | TL%  | RP  | AP  | PRP | SP  | PP  |
| -------- | --------------- | -- | -- | ---- | ---- | ---- | ---- | --- | --- | --- | --- | --- |
| 2011     | N.Y. Knicks     | 4  | 4  | 17,8 | 20,0 | 0,0  | 16,7 | 1,3 | 1,3 | 0,5 | 0,8 | 1,8 |
| 2012     | N.Y. Knicks     | 5  | 4  | 23,0 | 48,4 | 20,0 | 71,4 | 3,0 | 1,4 | 0,6 | 0,0 | 7,2 |
| 2014     | Toronto Raptors | 3  | 0  | 8,7  | 0,0  | -    | -    | 2,3 | 0,3 | 1,3 | 0,3 | 0,0 |
| Carriera | Carriera        | 12 | 8  | 17,7 | 37,5 | 11,1 | 46,2 | 2,3 | 1,1 | 0,8 | 0,3 | 3,6 |

#### Massimi in carriera
- Massimo di punti: 25 vs Philadelphia 76ers (6 febbraio 2011)
- Massimo di rimbalzi: 17 vs Denver Nuggets (16 novembre 2010)
- Massimo di assist: 7 (3 volte)
- Massimo di stoppate: 2 (5 volte)

## Palmarès
- NBA All-Rookie First Team (2011)